# اسپرس شاهپوری
اسپرس شاهپوری، اسپرس سلماسی (نام علمی: Onobrychis shahpurensis) نام یک گونه از سرده اسپرس است.